# Juraj Kardhordó
Juraj Kardhordó (6. října 1966 Bratislava – 8. října 1997 Manáslu) byl slovenský výškový horolezec.

## Expedice
V roce 1995 se zúčastnil česko-slovenské expedice na Čo Oju. Dosáhl jejího vrcholu, stejně jako další slovenský horolezec Tibor Hromádka a čtyři Češi. Šlo o první osmitisícový vrchol po sedmi letech na němž stanuli slovenští horolezci.
Na jaře 1997 dosáhl na Kančendženze výšku 8500 metrů, což bylo jen 86 výškových metrů od vrcholu. V létě téhož roku, v rámci výpravy Jiřího Nováka vystoupil na Gašerbrum I a Gašerbrum II. Na podzim vylezl na vrchol Manáslu, ale při sestupu zmizel. Jeho batoh a hůlky našli Japonci pod fixními lany ostrého vrcholového hřebenu.